# Nowa lira turecka
Nowa lira turecka – była jednostka monetarna Turcji, obowiązująca od 1.01.2005 do 31.12.2008, zastąpiła lirę turecką (1 nowa lira = 1 000 000 starych lir). Nowa lira dzieliła się na 100 nowych kuruszy.
Obecnie, od 1 stycznia 2009 weszły w obieg (ponownie) liry tureckie (tzw. emisja E-9). Nowe liry tureckie należało wymienić do końca grudnia 2009 roku. Kod ISO 4217 waluty Turcji to „TRY”, kod numeryczny 949 2 (przed 1.01.2005 używany był kod „TRL”).

## Linki zewnętrzne

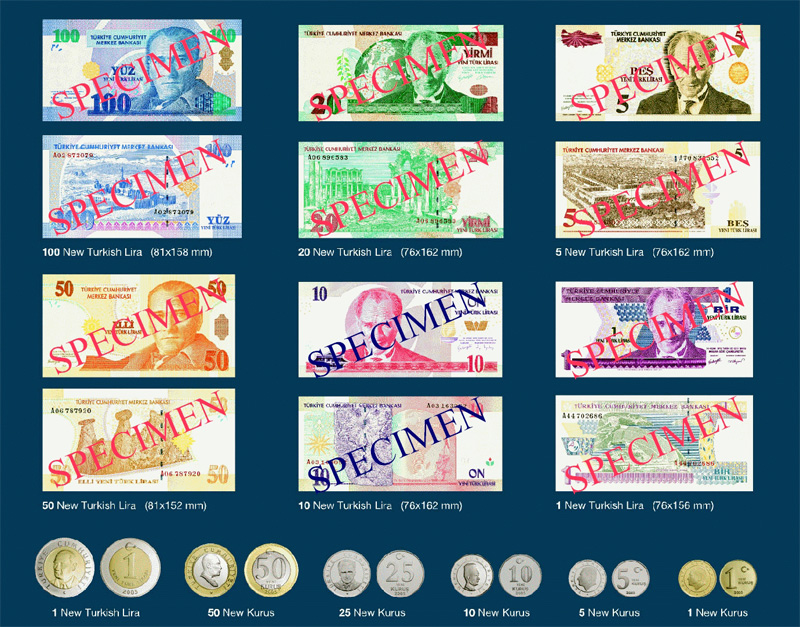
Nowe liry tureckie